# Distribuzione delle risorse idriche
La distribuzione geografica delle risorse idriche sulla Terra è assai irregolare.

## Introduzione
Fra tutti i paesi del mondo, soltanto 11 dispongono di 50.000 o più metri cubi d'acqua dolce all'anno per ogni abitante. Questi Stati  va specificato, possiedono una popolazione ridotta rispetto al quantitativo d'acqua dolce presente, dunque può anche trattarsi di paesi, come quelli africani, in cui vi sia una ampia disponibilità di risorse ma non esistano le condizioni affinché vi si possa accedere. Tra gli 11 Paesi con la maggiore disponibilità idrica al mondo in rapporto agli abitanti, il più vasto è il Canada, Panama è l'unico dell'America centrale, 2 sono in America Latina, 2 in Asia, 3 in Europa ed altrettanti in Africa ed uno in Oceania.
Di contro, aree desertiche come il Vicino Oriente hanno una disponibilità idrica decine di volte inferiore: se, ad esempio, l'Islanda o la Nuova Zelanda hanno a disposizione una quantità di acqua dolce 20.000 volte superiore alle loro esigenze, per cui nei loro territori si registra un notevolissimo eccesso di acqua, numerosi Stati africani e mediorientali, ma anche europei, risultano essere deficitari. La Germania deve dunque approvvigionare oltre 80 milioni di abitanti, con risorse idriche pur notevoli, ma comunque frammentate ad un'utenza quasi 300 volte superiore a quella islandese, solo in termini demografici.

## Distribuzione dell'acqua nel mondo

### Continenti a disponibilità idrica medio-alta
Due sono i continenti con maggiori risorse idriche in rapporto alla popolazione: il Sud America e l'Oceania, dove la quasi totalità dei Paesi ha una disponibilità d'acqua dolce per persona compresa tra 10.000 e 50.000 metri cubi l'anno. Il settore settentrionale dell'Asia (l'ex Unione Sovietica), rientra anch'esso in questa fascia a grande prosperità idrica.
Segue in classifica il Nord America, dove coesistono il "gigante idrico" canadese, con oltre 50.000 metri cubi annui disponibili per ogni abitante, e gli Stati Uniti, con 5-10.000 metri cubi, a fronte tuttavia di una popolazione quasi dieci volte maggiore.

### Continenti a disponibilità idrica media e bassa
L'Europa risulta invece divisa tra l'enorme ricchezza idrica dei Paesi scandinavi, dell'Islanda e dell'Irlanda, dove vi sono oltre 10.000 metri cubi l'anno, la buona condizione dei paesi alpini e balcanici (7.000 - 10.000, come negli USA), e le non felici risorse degli altri Stati. Da un lato, vi sono Gran Bretagna, Francia, Italia, Spagna, Portogallo e Grecia con una disponibilità compresa tra 5.000 e 8.000 m cubi ad abitante, dall'altro le leggermente più gravi condizioni di alcuni importanti Nazioni (Germania, Polonia, Romania ed altre confinanti) dove vi sono meno di 5.000 metri cubi per abitante, non troppo lontani dal livello, dunque, degli Stati del Sahara (<2.500 m cubi) e dell'Africa orientale (<3.500 m cubi) e meridionale (<3.000 m cubi), e ancora del Medio Oriente.
Paesi di grandissime dimensioni quali la Cina, l'India ed il Messico possono contare su 2.000-5.000 metri cubi per abitante, come ad esempio avviene in Italia.

### Distribuzione delle risorse idriche in Europa

#### L'arco alpino
Le Alpi sono la maggiore fonte di approvvigionamento idrico di tutta l'Europa continentale, se si esclude la penisola scandinava: la più grande catena montuosa del continente, infatti, è chiazzata da un grandissimo numero di laghi e vi sorgono innumerevoli fiumi e corsi d'acqua, tra i principali che scorrono nel Vecchio Continente.
Tra i laghi alpini, i più grandi, e dunque con maggiori risorse idriche, sono, il lago di Ginevra (582 km²), il lago di Costanza (563 km²), il lago di Garda (370 km²) ed il lago di Neuchâtel (217 km²), tutte potenziali riserve idriche di formidabile importanza.
Sulle Alpi si trovano inoltre le sorgenti di molti fiumi di capitale centralità per l'idrografia europea: il Reno, lungo ben 1.326 km, la Sava (990 km), il Rodano (812 km), la Drava (749 km), il Po (652 km), il Mur (454 km), l'Adige (410 km) ed il Ticino (248 km).

#### Distribuzione delle risorse idriche in Italia
L'Italia è il Paese dell'Europa meridionale più ricco di risorse idriche: contornata a nord dalle Alpi, ricchissime di corpi idrici (vale a dire depositi d'acqua dolce di qualsiasi natura essi siano, purché raggiungano una portata minima convenzionale), la Penisola e le due isole maggiori contano ben sessantanove laghi naturali di superficie pari o superiore a 0,5 km², 183 bacini artificiali con oltre 1 km² di superficie, cui vanno aggiunti ben 234 corsi d'acqua e fiumi di una certa rilevanza a livello idrico ed ambientale. Inoltre, i corpi idrici superficiali e sotterranei destinati alla potabilizzazione sono quasi cinquecento e quattrocento sono i laghi a partire da 0,2 km² di estensione, consolidando, così, un'abbondanza di risorse idriche già fisiologicamente presenti sul territorio sia naturalmente sia artificialmente.

##### Acque di origine lacustre
A livello prettamente geografico, in Italia l'acqua dolce invasata in tutti i laghi, ovvero negli specchi superficiali con oltre 0,2 km² di superficie, è pari a 150 miliardi di metri cubi, un'ingente riserva, ed è distribuita sul suolo nazionale in maniera irregolare e frammentaria. Ben metà di questa enorme quantità d'acqua lacustre, cioè circa 75 miliardi di metri cubi, si trovano nella sola Lombardia (regione che ha un grandissimo consumo), e nell'Italia settentrionale ci sono più dei sei decimi delle risorse prese in esame, ovvero quelle di origine lacustre. Il Nord del Paese può vantare un simile accentramento delle risorse idriche nazionali in quanto possiede i grandi bacini alpini e prealpini, che da soli invasano 124 miliardi di metri cubi, pari al 62% delle acque invasate nei laghi dell'Italia intera.
Per il resto, i 25 miliardi di metri cubi d'acqua lacustre si dislocano principalmente nei maggiori laghi dell'Appennino centrale, si pensi al Trasimeno, mentre il Sud e le Isole hanno appena il 3% delle acque italiane d'origine lacustre, ovvero una modestissima riserva a paragone di quelle di Nord e Centro Italia.

##### Acque di origine fluviale
In Italia, i fiumi ed i corsi d'acqua in genere sono raggruppati nelle seguenti classi per legge: 
- I bacini nazionali sono undici e hanno tutti superficie (o bacino idrografico) superiore ai 1.000 km²; tra questi, sette si trovano al Nord, e alcuni sono condivisi coi paesi confinanti. La superficie dei sette bacini nazionali situati al Nord, aggiornata al 2004, ammonta a quasi 100.000 km². Al Centro vi sono il Tevere e l'Arno (oltre 25.000 km²), mentre al Sud vi sono il Volturno ed il Garigliano, peraltro condiviso tra Campania e Lazio, per una superficie totale di circa 11.000 km². Per grandi linee e senza pretese di precisione, si può dunque affermare che anche le acque fluviali dei maggiori corsi d'acqua si concentrano nel Nord Italia.
- I bacini interregionali, che sono diciotto;
- I bacini regionali, molto più numerosi ma di minore importanza. Si noti che lo svantaggio del Mezzogiorno dal punto di vista idrico rispetto al Nord ed al Centro è altresì addebitabile al fatto che in Sicilia e Sardegna, che insieme rappresentano una considerevole porzione del Sud Italia, possiedono fiumi d'importanza regionale o ancor minore, non essendo collegate alla terraferma;
- Seguono i meno rilevanti bacini sperimentali, che sono solo quattro.

### Distribuzione delle risorse idriche in asia
La gestione delle risorse idriche in Asia Centrale è fonte di gravi dispute e tensioni sin dai tempi della caduta dell'Unione Sovietica: venuta meno l'amministrazione centralizzata, il caso ha assunto via via maggiore rilevanza politica e influenza negli equilibri regionali. Il fulcro della questione ruota intorno alle differenti necessità e risorse dei Paesi dell'area: Kazakistan, Turkmenistan e Uzbekistan possiedono grandi quantità di idrocarburi, ma ben poche risorse idriche da impiegare per le loro estese coltivazioni; nei territori di Kirghizistan e Tagikistan, al contrario, si trovano le principali sorgenti di acqua, mentre scarseggiano le fonti energetiche. Questa “complementarità”, che dovrebbe favorire gli scambi, è invece vanificata dalla scarsa cooperazione e dalla mancanza di programmazione. Le politiche interne dei paesi coinvolti ostacolano il necessario interscambio di risorse, a svantaggio delle condizioni di vita delle popolazioni interessate.